# Stevie May
Steven „Stevie“ May (* 3. November 1992 in Perth) ist ein schottischer Fußballspieler, der beim FC Livingston spielt.

## Karriere

### Verein
Stevie May wurde im November 1992 in Perth, in Zentralschottland geboren. May begann seine Karriere in seiner Heimatstadt beim FC St. Johnstone, für den er bis zum Jahr 2009 in der Jugend spielte. Im Alter von 16 Jahren debütierte er in der ersten Mannschaft des Vereins. Am letzten Spieltag der Zweitligasaison 2008/09 gab er sein Debüt gegen Airdrie United und erzielte dabei zugleich das erste Tor in seiner Laufbahn. Während der Sommerpause erhielt er bei den Saints seinen ersten Profivertrag, der bis zum Jahr 2012 lief. In der folgenden Saison kam May nicht zum Einsatz, dies änderte sich 2010/11, als er in 19 Erstligaspielen zwei Tore erzielte. Nachdem er am ersten Spieltag der darauf folgen Spielzeit für die Saints nochmals aktiv gewesen war, wurde er an den schottischen Viertligisten Alloa Athletic verliehen. Bis zum Ende der Saison absolvierte er 22 Spiele und schoss 19 Tore. Danach folgte eine Leihe zu Hamilton Academical in die 2. Liga bei der May seine Treffsicherheit behielt. Nach seiner Rückkehr nach Perth avancierte er zum Stammspieler und holte im Jahr 2014 mit den Saints überraschend den schottischen Pokal. Daraufhin wechselte May für eine Ablösesumme nach England zum Zweitligisten Sheffield Wednesday. Ein Jahr später wurde der Stürmer von Preston North End verpflichtet. Im Dezember 2015 erlitt May eine Bänderverletzung im Knie, wodurch seine Saison vorzeitig beendet war. Nach seinem Comeback kam er in Preston nur sporadisch zum Einsatz. Im August 2017 wechselte May für 300.000 £ zum FC Aberdeen. Im August 2019 kehrte er zurück zu seinem Jugendverein St. Johnstone.

### Nationalmannschaft
Stevie May spielte zwischen 2012 und 2014 in der schottischen U-20 und U-21. Im November 2014 debütierte er unter Nationaltrainer Gordon Strachan für die schottische Fußballnationalmannschaft gegen England im Celtic Park, nachdem er für Grant Hanley eingewechselt worden war.

## Erfolge
mit dem FC St. Johnstone:
- Schottischer Zweitligameister: 2009
- Schottischer Pokalsieger: 2014

mit Alloa Athletic:
- Schottischer Viertligameister: 2012